# Derwent Water
Derwent Water är en sjö i Storbritannien.   Den ligger i grevskapet Cumbria och riksdelen England, i den norra delen av England, 400 km nordväst om huvudstaden London. Derwent Water ligger 75 meter över havet. Arean är 4,6 kvadratkilometer. Trakten runt Derwent Water består i huvudsak av gräsmarker. Den sträcker sig 4,5 kilometer i nord-sydlig riktning, och 1,8 kilometer i öst-västlig riktning.
Följande samhällen ligger vid Derwent Water:
- Keswick (4 281 invånare)